# Старо-Село (Врачанская область)
Ста́ро-Село́ (болг. Старо село) — село в Болгарии. Находится в Врачанской области, входит в общину Мездра. Население составляет 156 человек.

## Политическая ситуация
Старо-Село подчиняется непосредственно общине и не имеет своего кмета.
Кмет (мэр) общины Мездра — Иван Аспарухов Цанов (независимый) по результатам выборов в правление общины.